# Agrotis laysanensis
Agrotis laysanensis là một loài bướm đêm trong họ Noctuidae. Loài này bị tuyệt chủng.
Nó là loài đặc hữu của đảo Laysan, một trong những các đảo xa trung tâm thuộc quần đảo Hawaii, Hoa Kỳ.
Loài bướm này là một trong các loại thức ăn của một loài chim cũng đã tuyệt chủng , cũng sống ở đảo Laysan, chích cối xay Laysan. 

## Hình ảnh

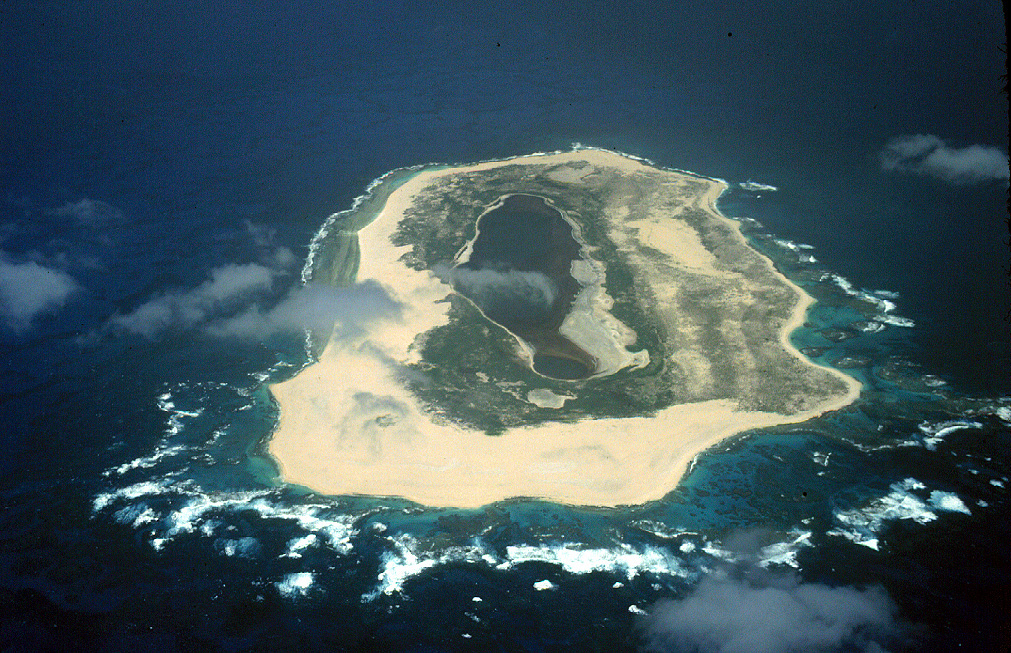
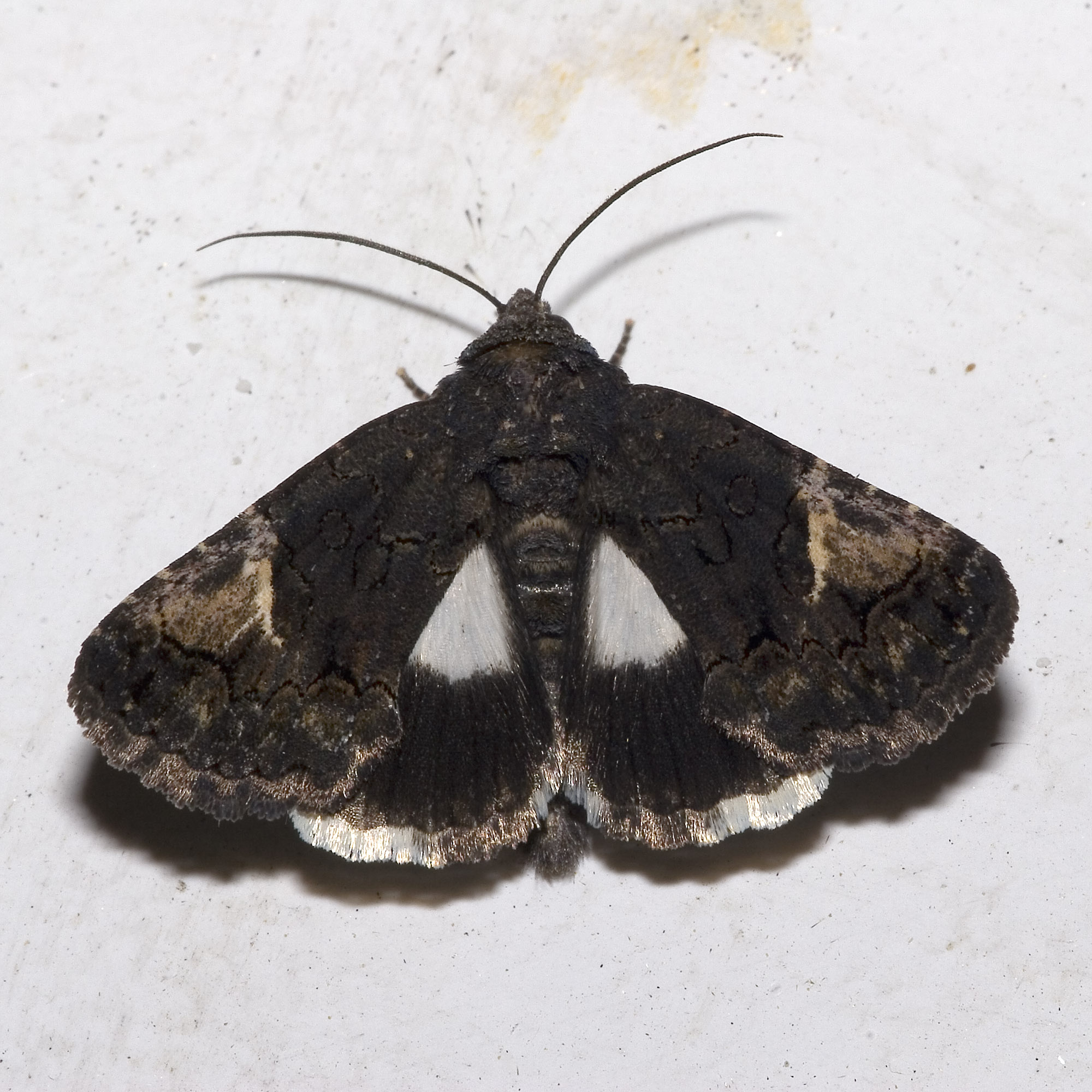